# Anna Wallin
Anna Sofia Wallin, född Nordström 18 juni 1880 i Alster, Värmland, död 24 augusti 1963 i Enskede, var en svensk skådespelare.

## Filmografi roller
- 1922 – Amatörfilmen
- 1924 – Björn Mörk
- 1925 – Den gamla herrgården
- 1925 – Ett köpmanshus i skärgården
- 1926 – Flickorna på Solvik

## Teater

### Roller
| År   | Roll    | Produktion             | Upphovsmän                | Teater                   |
| ---- | ------- | ---------------------- | ------------------------- | ------------------------ |
| 1924 | Gaspara | Åtrå Jacinto Benavente | Gerda Lundequist-Dalström | Helsingborgs stadsteater |